# Немен, Чеслав
Че́слав Не́мен (пол. Czesław Niemen; настоящее имя Чеслав Юлиуш Выджицкий (пол. Czesław Juliusz Wydrzycki), в СССР — Чеслав Антонович Выдрицкий, бел. Чэслаў Юліюш Выджыцкі); 16 февраля 1939, деревня Старые Василишки, ныне Щучинский район Гродненской области Беларуси — 17 января 2004, Варшава, Польша) — польский композитор, аранжировщик, певец. Представитель движения прогрессив-рок.

## Биография

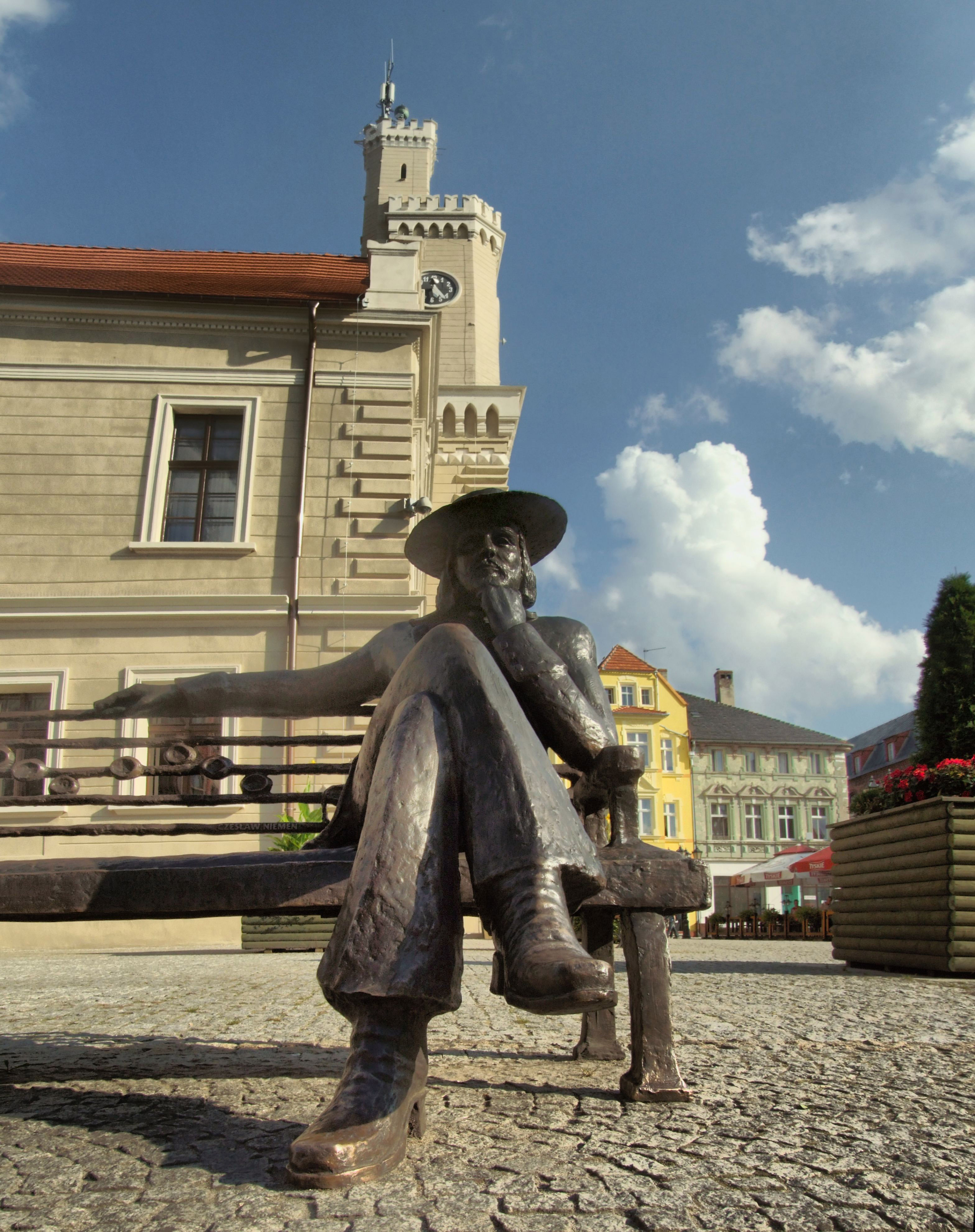
Памятник-скамейка Чеслава Немена (Свебодзин)

Родился и до 19 лет жил в Западной Белоруссии. Отец Чеслава был костёльным органистом в родной деревне. Мать — Анна Маркевич. Чеслав Выджицкий в 1954—1955 годах учился в Гродно в Гродненском музыкальном училище в классе домры. В 1958 году семья Выджицких уехала в Польшу (точнее, на «возвращённые земли»). Они жили в Свебодзине, затем в Бялогарде, Колобжеге и в итоге поселились в Гданьске, где Чеслав Выджицкий поступил в среднюю музыкальную школу по классу фагота. Позже он выступал в студенческом клубе «Żak», театрах и кабаре, исполнял испанские и латиноамериканские песни, аккомпанируя себе на гитаре. Две из этих песен появились позже в его альбомах.
Перед отъездом в 1958 году в Гродно Чеслав Выджицкий женился на медсестре Марии Клавзуник (пол. Maria Klauzunik). В 1960 году у них родилась дочь Мария. Семья проживала в Сопоте. В 1971 году брак Чеслава и Марии распался.
После успешного участия в конкурсах исполнителей-любителей начал выступать с ансамблем „Niebiesko-Czarni“. Вместе с ним в „Niebiesko-Czarni“ выступали и другие польские исполнители. Это Войцех Корда, Ада Русович, Анджей Небески и Хелена Майданец. Широкую известность приобрёл после выступления в 1963 году на первом Фестивале польской песни в Ополе с песней „Wiem że nie wrócisz“ и успеха песни „Czy mnie jeszcze pamiętasz?“ (1964).
С приходом успеха Выджицкий взял псевдоним Немен в честь реки Неман (в польском произношении).
Известен как ярчайший представитель европейского прогрессив-рока, исполнитель духовной поэзии (много сочинил музыки на стихи Ц. Норвида), экспериментами в области электронной музыки (альбом «Катарсис», 1976). В 1973 году записал альбом русских песен «Russische Lieder».
Во второй половине 1970-х годов гастролировал в СССР (Москва, Ленинград, Минск, Баку, Ереван, Одесса, Донецк, Сочи, Рига). После концерта в минском Дворце спорта в ноябре 1976 года певец дал интервью белорусскому журналисту Вере Савиной. В интервью он много рассказывал о своём отношении к творчеству Циприана Норвида. Фотография, запечатлевшая это интервью, сделанная Константином Нетылёвым, была принесена Верой Савиной в дар Дому-музею Чеслава Немена в Старых Василишках. Кроме того, Вера Савина в соавторстве с Александром Ниловым сняла документальный фильм о Чеславе Немене «Этот странный мир…» (Студия документального кино, Белорусское телевидение, 2009 год).

## Память

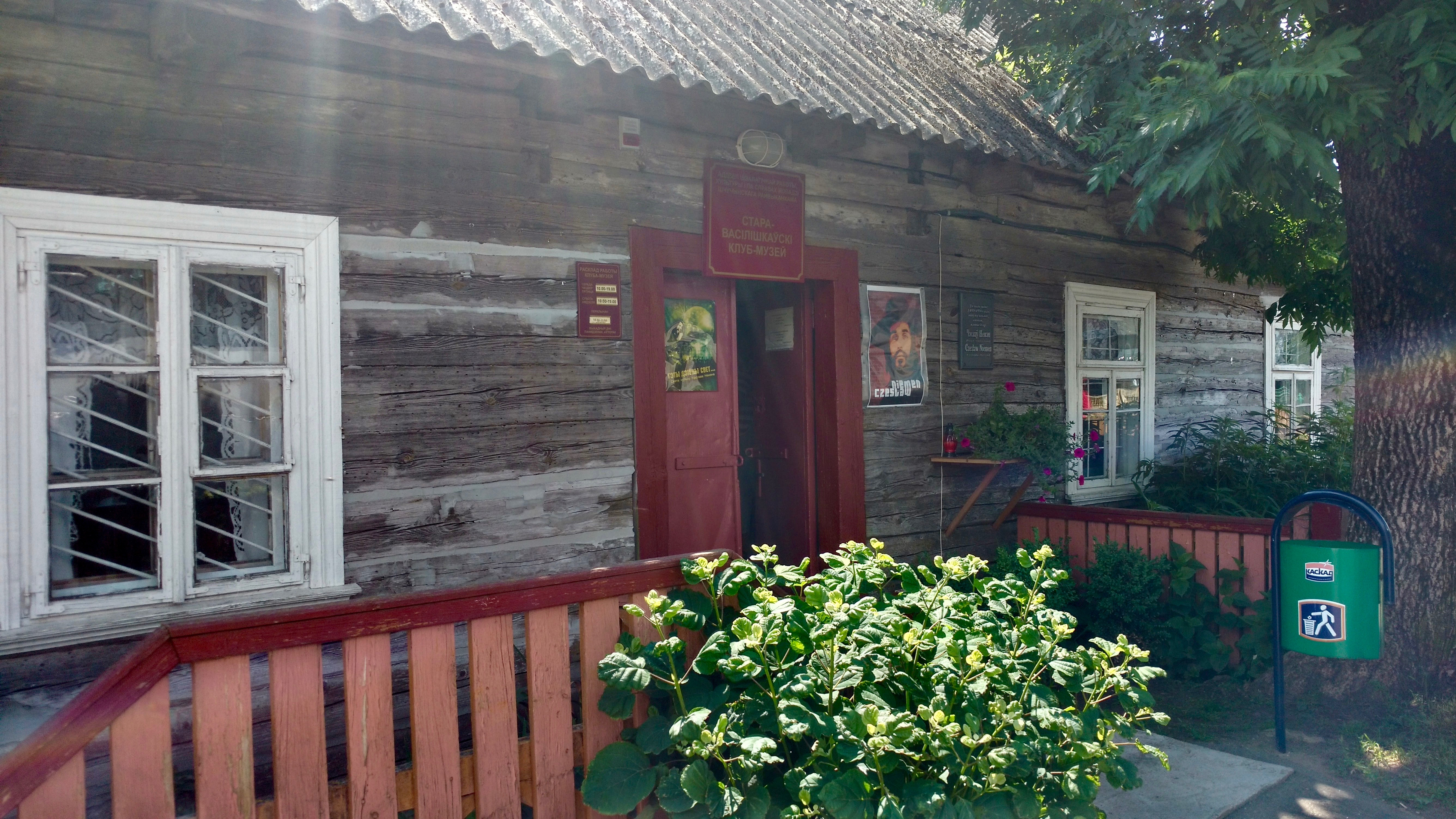
Дом Чеслава Немена в Старые Василишки (ныне клуб-музей)

В 2004 году в Гданьске по инициативе мэра Павла Адамовича появился сквер имени Чеслава Немена.
В 2009 году Национальный банк Польши в память о Немене выпустил в обращение монету в 2 злотых, а также две коллекционные серебряные монеты номиналом 10 злотых — круглую и квадратную.
20 июня 2009 года в Свебодзине появилась лавочка Чеслава Немена.
В 2014 году в Варшаве появилась площадь Чеслава Немена.
В 2019 году в Гродно в честь Чеслава Немена открыта мемориальная доска.
29 июня 2019 года в Бялограде был открыт памятник Чеславу Немену.
В деревне Старые Василишки расположен клуб-музей Чеслава Немена, открыт памятный знак Чеславу Немену (скульптор Ричард Груша).
27 октября 2023 года во Вроцлаве появился сквер Чеслава Немена.
В Гдыне, Познани и других польских городах есть улицы Чеслава Немена.

## Дискография
- 1966 — Spiewa Czeslav Niemen (45 об/мин, Polskie Nagrania)[12]
- 1967 — Dziwny jest ten świat
- 1968 — Sukces
- 1969 — Czy mnie jeszcze pamiętasz?
- 1970 — Enigmatic
- 1971 — Niemen (двойной альбом)
- 1972 — Strange Is This World (ФРГ)
- 1973 — Ode to Venus (ФРГ)
- 1973 — Niemen Vol. 1 i Niemen Vol. 2 (двойной альбом)
- 1973 — Russische Lieder (ФРГ)
- 1974 — Mourner’s Rhapsody (ФРГ, Великобритания, США)
- 1975 — Niemen Aerolit
- 1976 — Katharsis
- 1978 — Idee Fixe (двойной альбом + сингл)
- 1980 — Postscriptum
- 1982 — Przeprowadzka
- 1989 — Terra Deflorata
- 1991 — Terra Deflorata (CD)
- 1993 — Mouner’s Rhapsody (CD, США)
- 1995 — Sen o Warszawie (CD)
- 1997 — Moja i twoja nadzieja ’97 (CD)
- 2001 — spodchmurykapelusza (CD)

## Фильмография
- 1983 — Увеличительное стекло (мультфильм)

## Галерея

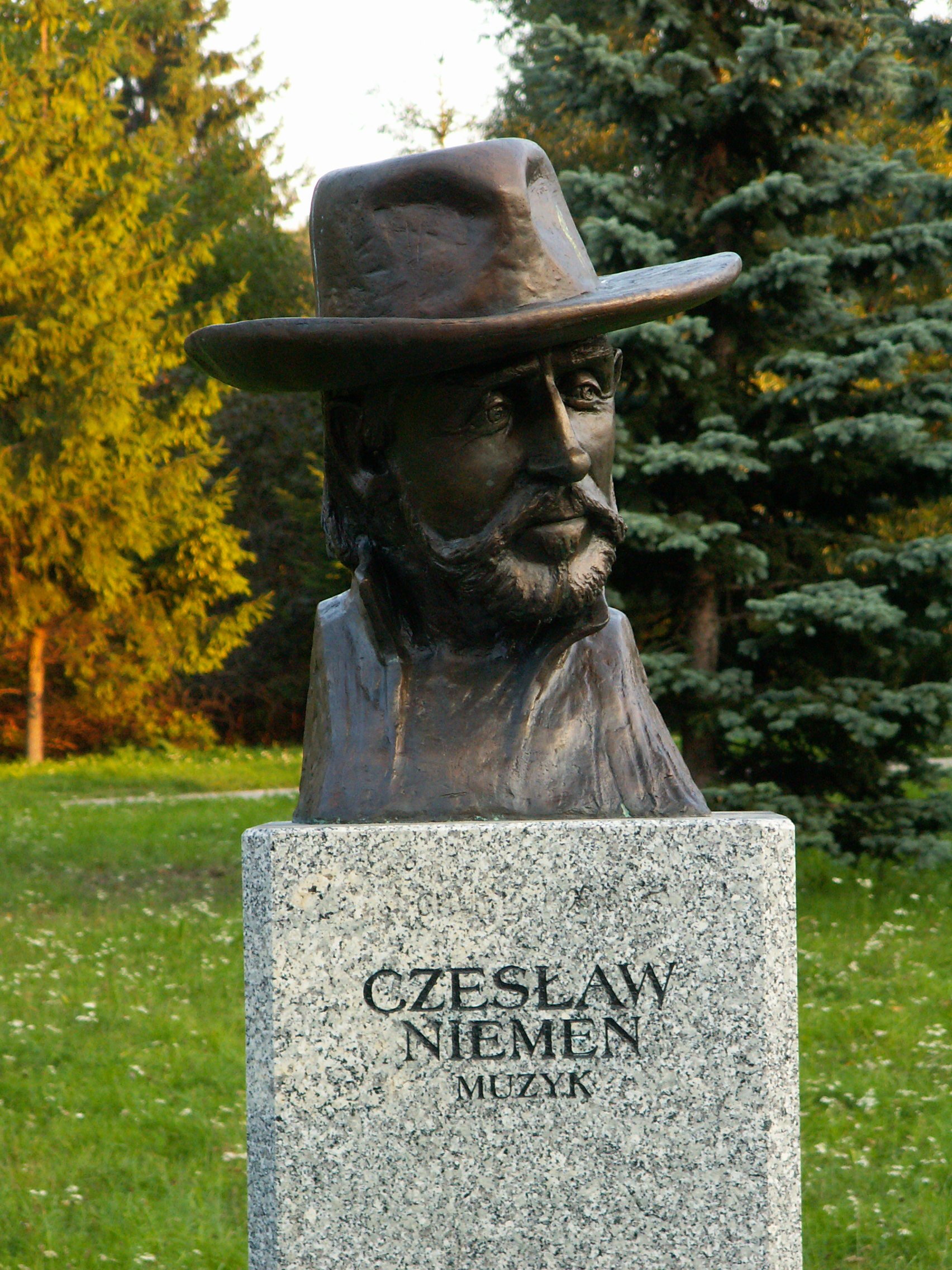
Аллея Звёзд. Кельце, Польша
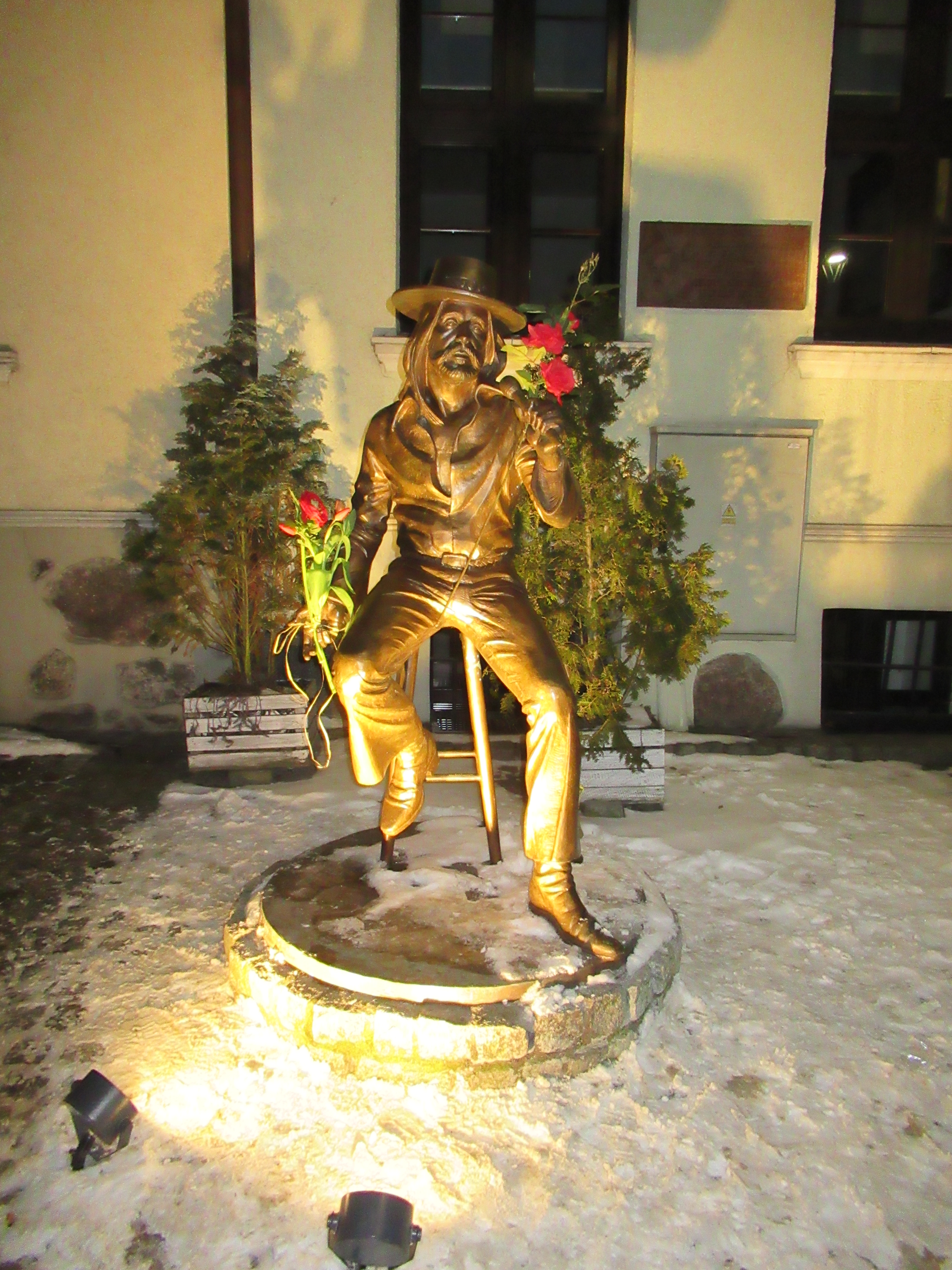
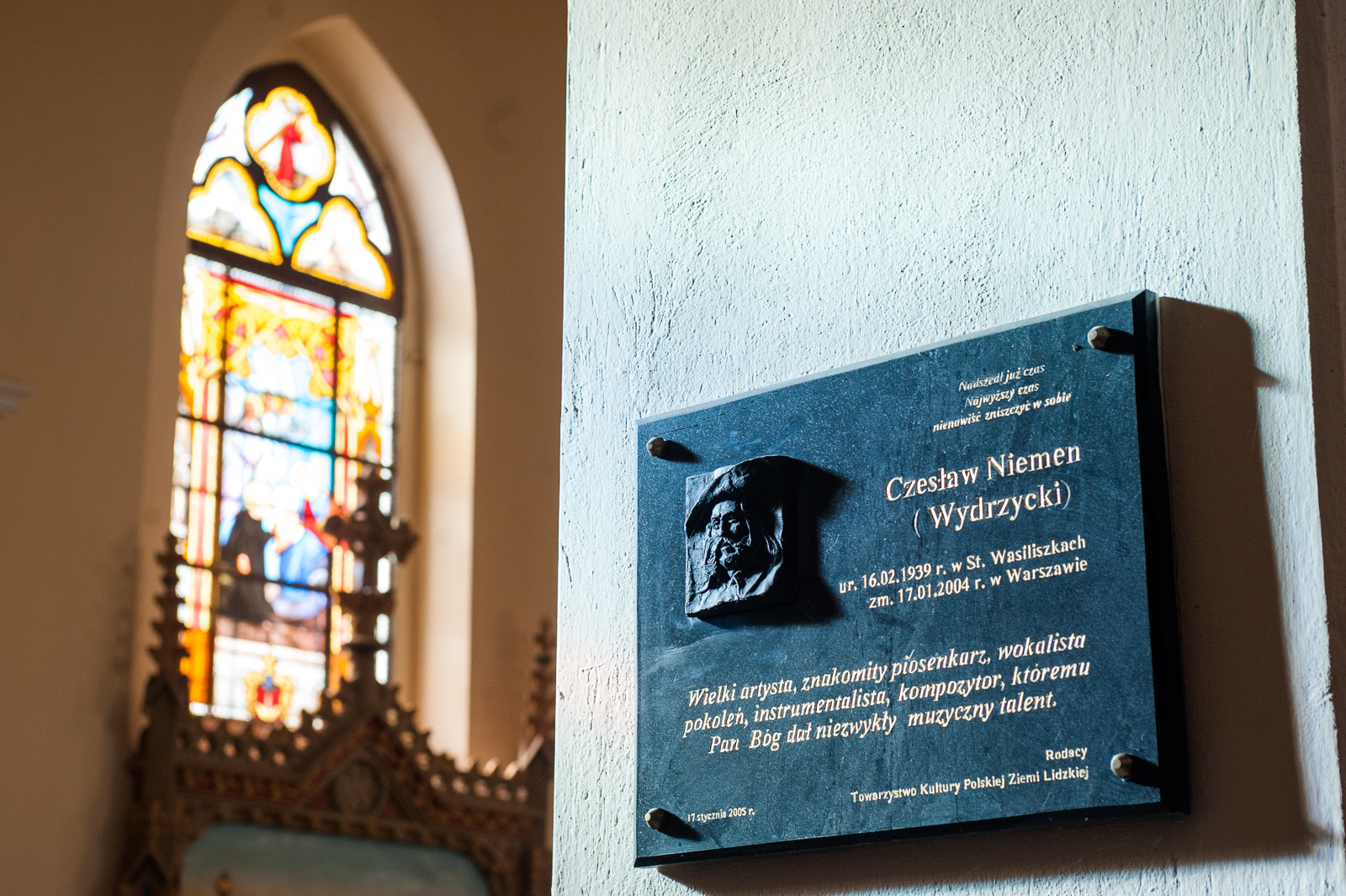
Мемориальная доска. Старые Василишки, Беларусь
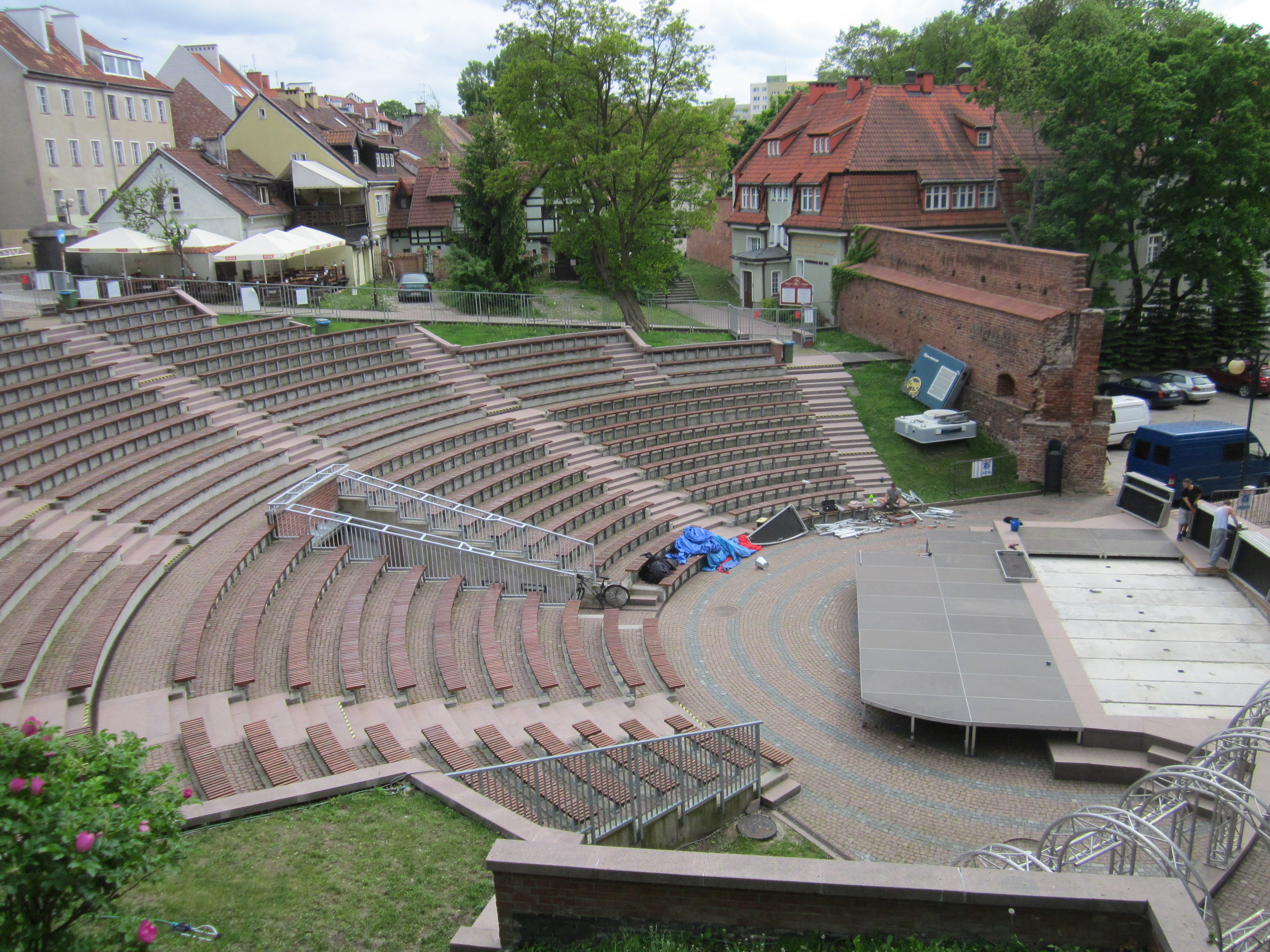
Амфитеатр имени Чеслава Немена. Ольштын, Польша
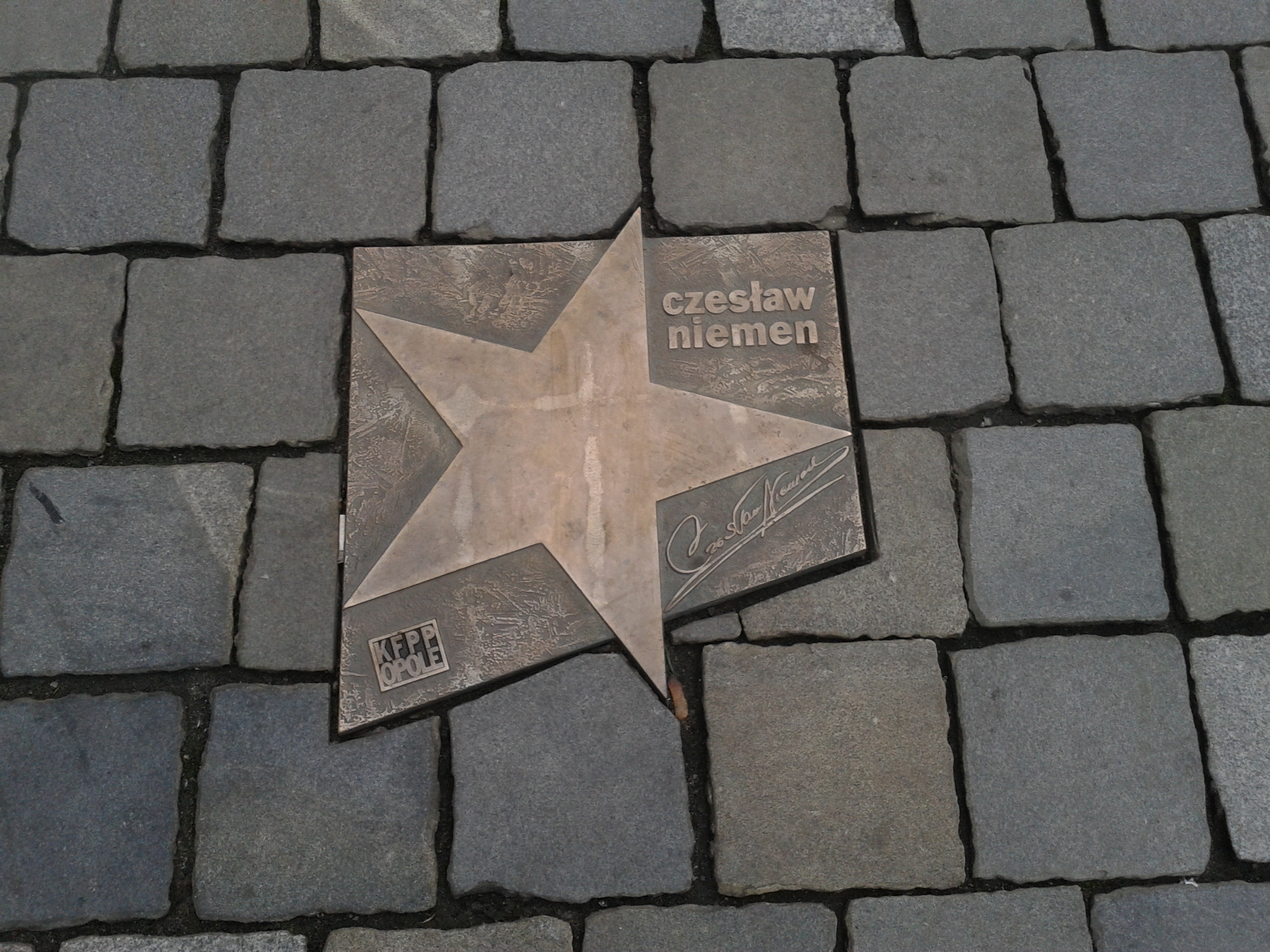